# Temptation
«Temptation» es el segundo sencillo de la banda Emigrate.

## Lista de canciones
Sencillo en CD
1. «Temptation» - 4:12
2. «Face Down» - 3:58
3. «I Have A Dream» - 4:09
4. «New York City» - 3:35
5. «My World» - 4:17
6. «My World» (Resident Evil:"Extinction" Video Mix) - 4:17
7. «New York City» (Video) - 3:57